# Liste der Landschaftsschutzgebiete im Kreis Dithmarschen
Liste der Landschaftsschutzgebiete im Kreis Dithmarschen in Schleswig-Holstein
| Bild           | Nummer    | Bezeichnung des Gebietes                             | Fläche in Hektar | WDPA-ID   | Koordinaten | Gemeinde(n)                                                          | Datum der Verordnung | Fundstelle      |
| -------------- | --------- | ---------------------------------------------------- | ---------------- | --------- | ----------- | -------------------------------------------------------------------- | -------------------- | --------------- |
|                | 51-HEI-01 | Alter Ochsenweg                                      | 2,95             | 319555    | Position    | Albersdorf, Bunsoh                                                   | 12. November 1937    | Verordnungstext |
|                | 51-HEI-02 | Höhe 75                                              | 7,43             | 321687    | Position    | Schrum (Standortübungsplatz Riese)                                   | 25. März 1938        | Verordnungstext |
|                | 51-HEI-03 | Wald bei Schrum                                      | 19,42            | 325514    | Position    | Schrum, Gaushorn (Überwiegend Standortübungsplatz Riese)             | 24. Mai 1938         | Verordnungstext |
| weitere Bilder | 51-HEI-04 | Steller Burg                                         | 1,72             | 324831    | Position    | Stelle-Wittenwurth, Weddingstedt                                     | 24. Mai 1938         | Verordnungstext |
|                | 51-HEI-05 | Holzweg mit eichenbestandenen Knicks                 | 0,68             | 321745    | Position    | Weddingstedt                                                         | 24. Mai 1938         | Verordnungstext |
|                | 51-HEI-06 | Wald bei Schrum mit Hügelgräbern                     | 17,78            | 325515    | Position    | Schrum, Gaushorn (Überwiegend Standortübungsplatz Riese)             | 24. Mai 1938         | Verordnungstext |
| weitere Bilder | 51-HEI-07 | Welmbütteler Moor                                    | 133,36           | 325756    | Position    | Welmbüttel, Gaushorn                                                 | 19. August 1988      | Verordnungstext |
|                | 51-HEI-08 | Wiemerstedter Gehölz                                 | 25,00            | 325866    | Position    | Wiemerstedt                                                          | 24. Mai 1938         | Verordnungstext |
|                | 51-HEI-09 | Toter Arm der Gieselau                               | 4,62             | 325208    | Position    | Osterrade, Offenbüttel, Oldenbüttel                                  | 31. Mai 1938         | Verordnungstext |
| weitere Bilder | 51-HEI-10 | Mühlenteich                                          | 11,33            | 323084    | Position    | Nordhastedt                                                          | 15. Oktober 1975     | Verordnungstext |
| weitere Bilder | 51-HEI-11 | Papenknüll Brickeln                                  | 12,24            | 323614    | Position    | Brickeln                                                             | 21. Juli 1939        | Verordnungstext |
|                | 51-HEI-12 | Kiesgrube bei Altenkamp                              | 1,85             | 322114    | Position    | Hollingstedt                                                         | 25. Juli 1939        | Verordnungstext |
| weitere Bilder | 51-HEI-13 | Schanze bei Dellbrück                                | 2,54             | 324115    | Position    | Sarzbüttel                                                           | 2. August 1956       | Verordnungstext |
|                | 51-HEI-14 | Fallofurth                                           | 19,21            | 320741    | Position    | Albersdorf, Wennbüttel                                               | 1. Dezember 1956     | Verordnungstext |
|                | 51-HEI-15 | Hoper Mühle                                          | 19,58            | 321756    | Position    | St. Michaelisdonn                                                    | 29. Oktober 1963     | Verordnungstext |
|                | 51-HEI-16 | Klev von Windbergen bis St. Michaelisdonn            | 115,93           | 322195    | Position    | Gudendorf, Barlt, St. Michaelisdonn                                  | 31. August 1964      | Verordnungstext |
| weitere Bilder | 51-HEI-17 | Wodansberg                                           | 6,38             | 325927    | Position    | Windbergen                                                           | 19. Mai 1971         | Verordnungstext |
| weitere Bilder | 51-HEI-18 | Klev von St. Michaelisdonn bis Burg                  | 388,38           | 322194    | Position    | Dingen, Kuden, Burg, Buchholz, Eddelak, St. Michaelisdonn            | 19. Mai 1971         | Verordnungstext |
|                | 51-HEI-19 | Alte Deichbruchstelle bei Preil                      | 4,52             | 319511    | Position    | Lehe                                                                 | 6. Dezember 1976     | Verordnungstext |
| weitere Bilder | 51-HEI-20 | Elendsmoor bei Schafstedt                            | 8,33             | 320587    | Position    | Schafstedt                                                           | 5. April 1972        | Verordnungstext |
| weitere Bilder | 51-HEI-21 | Ostroher/Süderholmer Moor                            | 278,77           | 323594    | Position    | Ostrohe, Heide                                                       | 6. Juni 1972         | Verordnungstext |
| weitere Bilder | 51-HEI-22 | Landschaftliches Hochmoor                            | 21,57            | 322412    | Position    | Krumstedt                                                            | 28. Dezember 1972    | Verordnungstext |
| weitere Bilder | 51-HEI-23 | Lundener Niederung mit Mötjensee und Steller See     | 155,58           | 322862    | Position    | Lunden, Krempel, Fedderingen, Rehm-Flehde-Bargen, Stelle-Wittenwurth | 6. Dezember 1976     | Verordnungstext |
| weitere Bilder | 51-HEI-24 | Dithmarscher Wattenmeer                              | 6973,43          | 320374    | Position    | Büsum                                                                | 6. Dezember 1976     | Verordnungstext |
|                | 51-HEI-25 | Alte Deichbruchstelle bei Großbüttel                 | 0,40             | 319510    | Position    | Wöhrden, Friedrichsgabekoog                                          | 6. Dezember 1976     | Verordnungstext |
| weitere Bilder | 51-HEI-26 | Großes Moor/Kätner Moor                              | 160,97           | 321135    | Position    | Tellingstedt                                                         | 15. April 1980       | Verordnungstext |
| weitere Bilder | 51-HEI-27 | Jägersburger Heide                                   | 49,97            | 321988    | Position    | Elpersbüttel                                                         | 5. April 1972        | Verordnungstext |
| weitere Bilder | 51-HEI-28 | Gieselautal                                          | 208,49           | 321076    | Position    | Albersdorf, Wennbüttel                                               | 30. März 1982        | Verordnungstext |
| weitere Bilder | 51-HEI-29 | Schalenstein                                         | 60,77            | 324112    | Position    | Bunsoh                                                               | 30. Juli 1982        | Verordnungstext |
|                | 51-HEI-30 | Steenkroger Moor                                     | 1,81             | 324791    | Position    | Glüsing, Schalkholz                                                  | 5. August 1985       | Verordnungstext |
|                | 51-HEI-31 | Barkenholmer Moor                                    | 90,98            | 319787    | Position    | Tellingstedt, Barkenholm                                             | 3. Februar 1987      | Verordnungstext |
|                | 51-HEI-32 | Wald bei Hollingstedt                                | 31,09            | 325511    | Position    | Hollingstedt                                                         | 10. Mai 1988         | Verordnungstext |
| weitere Bilder | 51-HEI-33 | Südermoor bei Schwienhusen                           | 89,01            | 324905    | Position    | Hollingstedt, Delve                                                  | 20. Juli 1988        | Verordnungstext |
| weitere Bilder | 51-HEI-34 | Hennstedter Moor                                     | 294,23           | 321550    | Position    | Hennstedt, Kleve                                                     | 27. Februar 1990     | Verordnungstext |
|                | 51-HEI-35 | Speicherkoog Dithmarschen (Nordkoog)                 | 712,19           | 555550058 | Position    | Warwerort, Friedrichsgabekoog, Wöhrden, Nordermeldorf, Meldorf       | 1. November 2006     | Verordnungstext |
|                | 51-HEI-36 | Lundener Niederung westlich des Umleitungsvorfluters | 71,11            | 555550059 | Position    | Rehm-Flehde-Bargen                                                   | 16. Februar 2011     | Verordnungstext |